# Cameronia
Cameronia — рід грибів родини Cameroniaceae. Назва вперше опублікована 2012 року.

## Класифікація
До роду Cameronia відносять 2 види:
- Cameronia pertusarioides
- Cameronia tecta